# Лилуашвили, Миндиа
Миндиа (Миндия) Лилуашвили (род. 23 апреля 1990, Тбилиси) — грузинский самбист и дзюдоист, призёр чемпионатов Грузии по дзюдо, чемпион Грузии по самбо, чемпион и призёр чемпионатов Европы, серебряный призёр Европейских игр 2019 года в Минске, серебряный призёр чемпионата мира, бронзовый призёр розыгрышей Кубка мира. Выступал в первой полусредней весовой категории (до 68 кг).

## Выступления на чемпионатах страны
- Чемпионат Грузии по дзюдо 2011 года — ;
- Чемпионат Грузии по дзюдо 2012 года — ;
- Чемпионат Грузии по дзюдо 2014 года — ;
- Чемпионат Грузии по дзюдо 2015 года — ;
- Чемпионат Грузии по самбо 2018 года — ;
- Чемпионат Грузии по самбо 2021 года — ;